# Jesús Zueco Ruiz
Jesús Zueco Ruiz (Zaragoza, 10 de marzo de 1946-Logroño, 18 de junio de 2025) fue un abogado y político español.

## Biografía
Jesús Zueco nació en Zaragoza (1946). Tras licenciarse en Derecho en la Universidad de Zaragoza, obtuvo la oposición de abogado del Estado, y posteriormente fundó su propio despacho —Ruiz Soriano-Zueco Abogados (1979)—, junto con su amigo Jesús Zueco. Compatibilizó su carrera jurídica con la docente, siendo profesor asociado de la Universidad Nacional de Educación a Distancia (UNED) y como profesor de la Escuela de Práctica Jurídica de la Universidad de La Rioja.
En 1983 fue diputado autonómico en el Parlamento de La Rioja, por Alianza Popular en la I Legislatura (1983-1987); y por el Partido Popular en la II Legislatura (1987-1991). Fue secretario general del Partido Popular y miembro del Consejo Consultivo de La Rioja. Asimismo, fue vocal-árbitro de la Corte Civil y Mercantil de Arbitraje (CIMA).
Jesús Zueco Ruiz falleció en el Hospital San Pedro (Logroño), en la noche del 18 de junio de 2025, a los 79 años.
El Parlamento de la Rioja, le rindió un sentido homenaje el 19 de junio de 2025, con un minuto de silencio en su recuerdo y las intervenciones de los diferentes grupos políticos representados en la cámara riojana.